# Zona Rural Sud-oest de Vitòria
Zona Rural Sud-oest de Vitòria (en basc Hego-mendebaldeko Nekazaritza Eremua) és la denominació sota la que s'agrupen els concejos rurals pertanyents al municipi de Vitòria que es troben al sud i sud-oest de la ciutat.
La població d'aquesta àrea engloba 1.351 habitants (2008). Els 15 concejos que integren aquesta zona són:
- Aretxabaleta - 300 habitants.
- Ariniz/Aríñez - 112 habitants.
- Berroztegieta - 202 habitants.
- Gaztelu/Castillo - 64 habitants.
- Eskibel/Esquíbel - 4 habitants.
- Gardelegi - 62 habitants.
- Gometxa - 56 habitants.
- Lasarte - 120 habitants.
- Lermanda - 16 habitants.
- Margarita - 42 habitants.
- Mendiola - 162 habitants.
- Monasterioguren - 45 habitants.
- Subilla Gasteiz/Subijana de Álava - 50 habitants.
- Zuhatzu/Zuazo de Vitoria - 74 habitants.
- Zumeltzu - 38 habitants.

Algunes d'aquestes llogarets són part de les llogarets vells de Vitòria que van quedar adscrites a la vila ja en el segle xiii, com és el cas de Castillo/Gaztelu, Gardelegi, Mendiola o Lasarte. Altres, les més, van ser cedides definitivament pel rei Alfons XI de Castella a la vila durant el segle XIV: Aretxabaleta, Berroztegieta, Gometxa, Lermanda, Monasterioguren, Subijana d'Àlaba, Zuazo de Vitòria i Zumeltzu.
Finalment, estan els pobles que pertanyien a la Germandat d'Aríñez (Ariñiz, Eskibel i Margarita), que va constituir un municipi independent fins que aquest va ser annexionat per Vitòria en 1923.
En aquesta zona s'hi troba el Polígon Industrial de Júndiz.